# أندريا برونفمان
أندريا برونفمان هي راعية الفنون كندية، ولدت في 30 مايو 1945 في لندن في المملكة المتحدة، وتوفيت في 23 يناير 2006 في نيويورك في الولايات المتحدة بسبب حادث مرور.